# Sempringham
Sempringham est un hameau du Lincolnshire.
Situé au nord de Bourne, au bord des Fens, Sempringham est maintenant un tout petit hameau composé d'une église, d'une maison et d'un puits. La plupart de ses maisons sont à un kilomètre de l'église, disséminées le long de la route B1177 (en), entre Pointon et Billingborough. L'église se trouve à une altitude d'environ seize mètres, sur un terrain qui s'élève légèrement au-dessus de la platitude du Fenland, et il est facile de manquer la route qui fait un crochet vers elle. La paroisse civile s'appelle Pointon et Sempringham, et la principale agglomération est Pointon. Elle comprend également Millthorpe et les fens de Pointon, de Neslam et d'Aslackby ainsi qu'une partie des Cent Fens à Gosberton Clough. Autrefois Birthorpe, qui maintenant fait partie de Billingborough, était incluse dans la paroisse de Sempringham. 
C'est le site du monastère double Sainte-Marie, un prieuré de l'abbaye de Peterborough, dont la fondation remonte à saint Gilbert, également connu sous le nom de Gilbert de Sempringham. Ce lieu devint la résidence forcée de Gwenllian de Galles, la fille de Llywelyn ap Gruffudd, Tywysog Cymru, souverain du Pays de Galles, prince de Galles. Seule petite-fille de Simon de Montfort, elle était née au palais royal gallois de Garth Celyn, à Aber Garth Celyn (aujourd'hui Abergwyngregyn), sur la côte nord de Gwynedd, le 19 juin 1282 ou vers cette date. Elle fut donc la dernière vraie princesse de Galles par droit de naissance, et un danger pour Édouard Ier. Sa mère, Éléonore de Montfort, dame de Galles, était morte en couches. En 1282, Édouard Ier, roi d'Angleterre, conduisit une grande armée dans le nord du Pays de Galles. Le 11 décembre 1282, le père de Gwenllian Tywysog Llywelyn avait été attiré dans un guet-apens et mis à mort. En 1283 Gwenllian et ses cousins furent capturés par les troupes d'Édouard, qui envoya Gwenllian « dans son berceau », pour qu'elle y fût tenue en étroite captivité, car il semble qu'il n'arrivait pas à prendre sur lui de la faire tuer, ce qui aurait été pourtant le plus raisonnable dans de telles circonstances. 
En 1327, Édouard III demeura au prieuré et accorda à Gwenllian une pension viagère annuelle de £ 20, nécessaire pour lui payer le gîte et le couvert puisque jamais elle ne fut religieuse, mais était considérée comme une « hôte payante » qui n'avait pas le droit de s'en aller. Gwenllian mourut au prieuré le 7 juin 1337, après y avoir été détenue pendant 54 ans. Un monument de pierre a été érigé en son honneur, à proximité du site. 
Quand on procéda à la dissolution des monastères, le prieuré de Sempringham échut à la famille Clinton, qui le démolit et réutilisa les pierres  pour construire sa résidence au même endroit. Du prieuré ou de la résidence il reste aujourd'hui peu de traces. 
Au début du XVIIe siècle Sempringham fut un centre du mouvement puritain dans le Lincolnshire. Samuel Skelton, curé de Sempringham à l'époque, fit voile vers la baie du Massachusetts en 1628 avec le premier groupe de colons puritains qui aboutirent à Salem. Un autre membre de la congrégation de Sempringham à cette époque fut la jeune Anne Dudley, plus tard Anne Bradstreet, premier poète de la colonie à être publié.